# 京都動物専門学校
京都動物専門学校（きょうとどうぶつせんもんがっこう）は、京都府京都市伏見区桃山福島太夫西町に位置する私立専門学校。学校法人南京都学園が運営する。動物の毛の刈り取りや調髪を行なうトリマーや、動物看護師、ペットショップスタッフの養成を中心とした教育を行う。
2009年4月に「京都情報ビジネス住環境専門学校」から、「京都動物専門学校」に校名変更した。
京都で唯一の動物分野に特化した単科の専門学校である。
2014年3月31日に文部科学大臣より「職業実践専門課程」の認定を受ける。

## 概要
学校法人「南京都学園」の運営する、文部科学省認定の専門学校であり、卒業時には「専門士（商業実務分野）」の資格が取得できる。
また、トリミング技術だけでなく、ビジネス分野の教育も取り入れている。
京都で唯一の動物分野に特化した専門学校である。

## 教育綱領
- LOVE　全ての基本となる、動物に対する深い愛情
- SKILL 愛情と責任感にもとづく、プロとしての知識と技術
- BUSINESS　これからのペットビジネスを支える、ビジネス感覚と向上心

## 学科
ペットビジネス学科（昼間：2年制）定員80名
- トリマーコース（トリマー専攻 / 動物健康福祉専攻 / ショップスタッフ専攻）
- 動物看護師コース

※2022年度から
グルーミング学科（昼間：2年制）定員40名
・トリマーコース
・ショップスタッフコース
・メディカルトリマーコース
愛玩動物看護学科（昼間：3年制）定員35名に変更

## 特徴

### 京都動物は「断然就職に強い！」
- 動物関連業者が組織する一般社団法人 全国ペット協会（ZPK）の会員校。ゆえに業界との連携により求められる人材を育成。また、最先端の知識や技術、接客のビジネススキルが身に付く。

### 動物看護師統一認定試験受験可能校
- 一般財団法人動物看護師統一認定機構のコアカリキュラム実施状況の確認・審査により決定した動物看護師統一認定試験の受験可能校。
- 2016年3月実施の統一試験では全員合格を達成。

### 愛玩動物飼養管理士養成校
- 公益社団法人 日本愛玩動物協会 愛玩動物飼養管理士の養成指定校に認定。これは近畿圏の専門学校では初となる快挙である。

### モデル犬会員システム
- 実習授業で担当する犬は登録会員の多種多様な家庭犬であり、わずかながら料金も取ることから、プロとしての責任感を養える。

### スタッフルームシステム
- モデル犬の予約や管理などを学生自身が運営する実習システム。学内にあるペットサロンで、モデル犬システムの運営管理を学生が行う。
- 顧客管理や接客マナーなどを実践的に学べる。

## 系列校
- 京都廣学館高等学校
- 介護福祉士をめざすなら京都福祉専門学校